# Исупов, Герман Алексеевич
Герман Алексеевич Исупов (27 октября 1935 года, Пермь, РСФСР — 19 января 2001 года, Львов, Украина) — украинский советский артист балета, солист Львовского театра оперы и балета имени Ивана Франко; Народный артист Украинской ССР (1975).

## Биография
Герман Алексеевич Исупов родился 27 октября 1935 года в городе Пермь. В 1956 году окончил Пермское хореографическое училище (педагоги Т. Обухова, Ю. И. Плахт), а в 1957 году — класс повышения квалификации при Большом театре.
С 1963 года работал артистом балета в составе труппы Львовского театра оперы и балета имени Ивана Франко.
В 1971 году, после гастролей Львовского оперного театра в Москве в Кремлёвском дворце съездов, где были показаны спектакли «Три мушкетера», «Антоний и Клеопатра», «Спартак» и «Эсмеральда», Герману Алексеевичу Исупову было присвоено звание народного артиста УССР.
С 1976 по 1996 год Герман Алексеевич Исупов работал балетмейстером. В своих постановках он развивал мужской танец. Придерживался академического стиля, развивая при этом собственный стиль. В его постановке балета «Бахчисарайский фонтан» всегда «пеший», персонаж Гирей танцует; в «Лилии», среди народных танцев появляется адажио в украинском стиле, в «Лебедином озере» впервые в сцене бала мазурка исполняется только на пальцах; в "Ромео и Джульетте", в танце с мандолиной заметны современные акценты. Оригинальной была также постановка Германа Алексеевича в духе старинной хореографии балета «Слуга двух господ». В нем хореограф использовал прием непосредственного контакта танцовщика с залом, когда с определенной жестикуляцией или мимикой артист обращается к публике.
К постановкам Г. А. Исупова во Львовской опере принадлежат также балет «Щелкунчик», комедийная спектакль «Тщетная предосторожность», в которой первую картину второго акта Г. Исупов воссоздал по старым записям 1920-х годов балерины Мариинского театра, восстановленный балет «Сотворение мира».
В хореографии Герман Исупов иногда обращался к небалетной музыке, в которой где нет единого сюжета. Известна его работа «Времена года» на музыку Вивальди. Хореография этой постановки, построенная на ощущениях, настроениях и ассоциациях, свободна от классических канонов, основную роль в ней играет пластика тела.
Герман Алексеевич Исупов скончался 19 января 2001 года во Львове.
Традиции отца продолжила дочь его Анастасия — солистка Львовской оперы, заслуженная артистка Украины (2017).

## Награды
- Народный артист Украинской ССР (1975).

## Основные партии
Танцевал в партиях: Квазимодо («Эсмеральда» Пуни); Спартак («Спартак» Хачатуряна); Альберт («Жизель» Адана); Ленни («Тропою грома» Караева); Тиль («Тиль Уленшпигель» Глебова); Тибальд («Ромео и Джульетта» Прокофьева); Антоний («Антоний и Клеопатра» Лазарева); Адам («Сотворение мира» Петрова) и др.